# The Misconceptions of Us
The Misconceptions of Us è il terzo album in studio della boy band sudcoreana Shinee, pubblicato nel 2013.
Il disco consiste di due parti, ovvero di due CD: la prima intitolata Dream Girl – The Misconceptions of You e la seconda Why So Serious? – The Misconceptions of Me.

## Tracce

### Dream Girl – The Misconceptions of You(CD 1)
1. Spoiler – 3:31
2. Dream Girl – 3:00
3. Hitchhiking (히치하이킹) – 4:07
4. Punch Drunk Love – 3:39
5. Girls, Girls, Girls – 2:46
6. Aside (hangul) – 3:44
7. Beautiful (아름다워) – 3:10
8. Dynamite (다이너마이트) – 3:39
9. Runaway – 3:10
10. Selene 6.23 (너와 나의 거리) – 4:10

### Why So Serious? – The Misconceptions of Me(CD 2)
1. Nightmare – 3:37
2. Why So Serious? – 3:40
3. Shine (Medusa I) – 3:49
4. Orgel (오르골) – 3:26
5. Dangerous (Medusa II) – 3:32
6. Like a Fire – 3:42
7. Excuse Me Miss – 3:42
8. Evil – 3:27
9. Sleepless Night (떠나지 못해) – 4:41
10. Better Off (버리고 가) – 4:00